# Hot Doc
Hot Doc és una revista grega, fundada a l'abril de 2012 pel seu propietari i editor Kostas Vaxevanis.
El 28 octubre de 2012, es va publicar un nombre especial que contenia una llista amb al voltant de 2.000 noms que afirmava ser el contingut de la llista Lagarde. L'endemà, Vaxevanis va ser arrestat amb relació a la seva publicació. El judici Vaxevanis va començar l'1 de novembre, i va acabar el mateix dia amb una absolució.